# Zimmerplatz (Pfälzerwald)
Der Zimmerplatz ist ein 448,5 m hoher Gebirgspass in der südlichen Haardt, einem Teil des Pfälzerwaldes in Rheinland-Pfalz. Auf der Passhöhe stehen der Ritterstein 58 mit der Aufschrift Zimmer-Platz bei Erbauung der Burg Scharfeneck später Burggarten, der zum kleinen Rastplatz ausgebaute Zimmerbrunnen, ein Kriegerdenkmal sowie die von der Sektion Landau des Pfälzerwald-Vereins bewirtschaftete Schutzhütte Landauer Hütte.

## Geographische Lage
Der Zimmerplatz liegt im Biosphärenreservat Pfälzerwald-Vosges du Nord und im Naturpark Pfälzerwald. Geographisch liegt er an der Südgrenze des Mittleren Pfälzerwalds zum Dahner Felsenland als Teil des Wasgaus, die durch das Tal der Queich getrennt werden. Er bildet den Bergsattel zwischen dem Kalkofenberg (565 m) und dem Orensberg (581,2 m). Nach Westen fällt der Sattel in das Dernbacher Tal mit dem Leinbach ab. Im Osten speisen mehrere Quellen den Bach von der Landauer Hütte, der nach etwa 800 Metern in den Hainbach mündet. Über den Sattel verläuft die Gemarkungsgrenze zwischen der Fleminger Waldexklave im Norden und der Böchinger Waldexklave im Süden.

## Geschichte
Im 13. Jahrhundert wurde der Platz von den Zimmerleuten für den Bau der knapp einen Kilometer entfernten Burg Neuscharfeneck genutzt. Daher stammt der Name Zimmer(manns)platz. Später befand sich an dieser Stelle der Burggarten, in dem Gemüse und Gewürze angebaut wurden. 1908 errichtet die Ortsgruppe Landau des Pfälzerwald-Vereins eine erste Schutzhütte, die später zur heutigen Landauer Hütte ausgebaut wurde. Der Zimmerbrunnen wurde im Jahr 1927 durch den Verschönerungsverein Gleisweiler zu einem kleinen Rastplatz ausgebaut.

## Zugang und Wandern
Der Zimmerplatz ist ein zentraler Knotenpunkt (Wegspinne) im Naturpark Pfälzerwald, an dem verschiedene markierte und unmarkierte Wanderwege aufeinandertreffen. Der Zugang kann von Wanderparkplätzen an der Passhöhe Drei Buchen, von Dernbach aus am Dernbacher Haus oder von Frankweiler aus über das Hainbachtal erfolgen. Die Prädikatswanderwege Pfälzer Weinsteig in der Etappe von Gleisweiler nach Eußerthal und Pfälzer Hüttentour passieren die Passhöhe. Der lokale Eichhörnchen-Weg führt von Gleisweiler über die Trifelsblick-Hütte und den Dreimärker zum Zimmerplatz und von dort zurück über das Hainbachtal nach Gleisweiler. Nahegelegene Sehenswürdigkeiten sind die Burg Neuscharfeneck und der Orensfelsen. Neben der vor Ort befindlichen Landauer Hütte sind die Wanderhütten Waldhaus Drei Buchen, die Ringelsberghütte, das Naturfreundehaus Kiesbuckel und das Dernbacher Haus erreichbar.

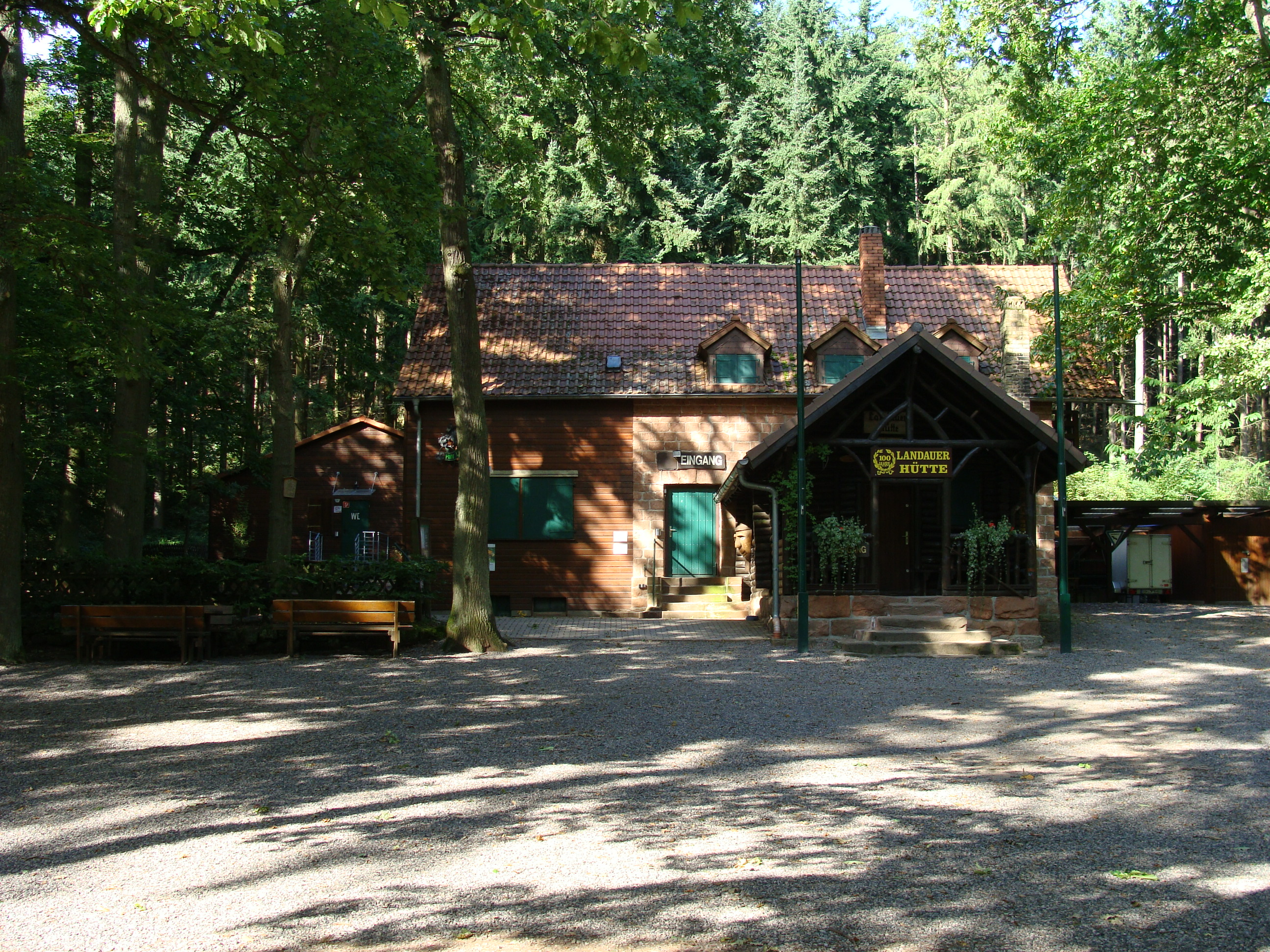
Landauer Hütte
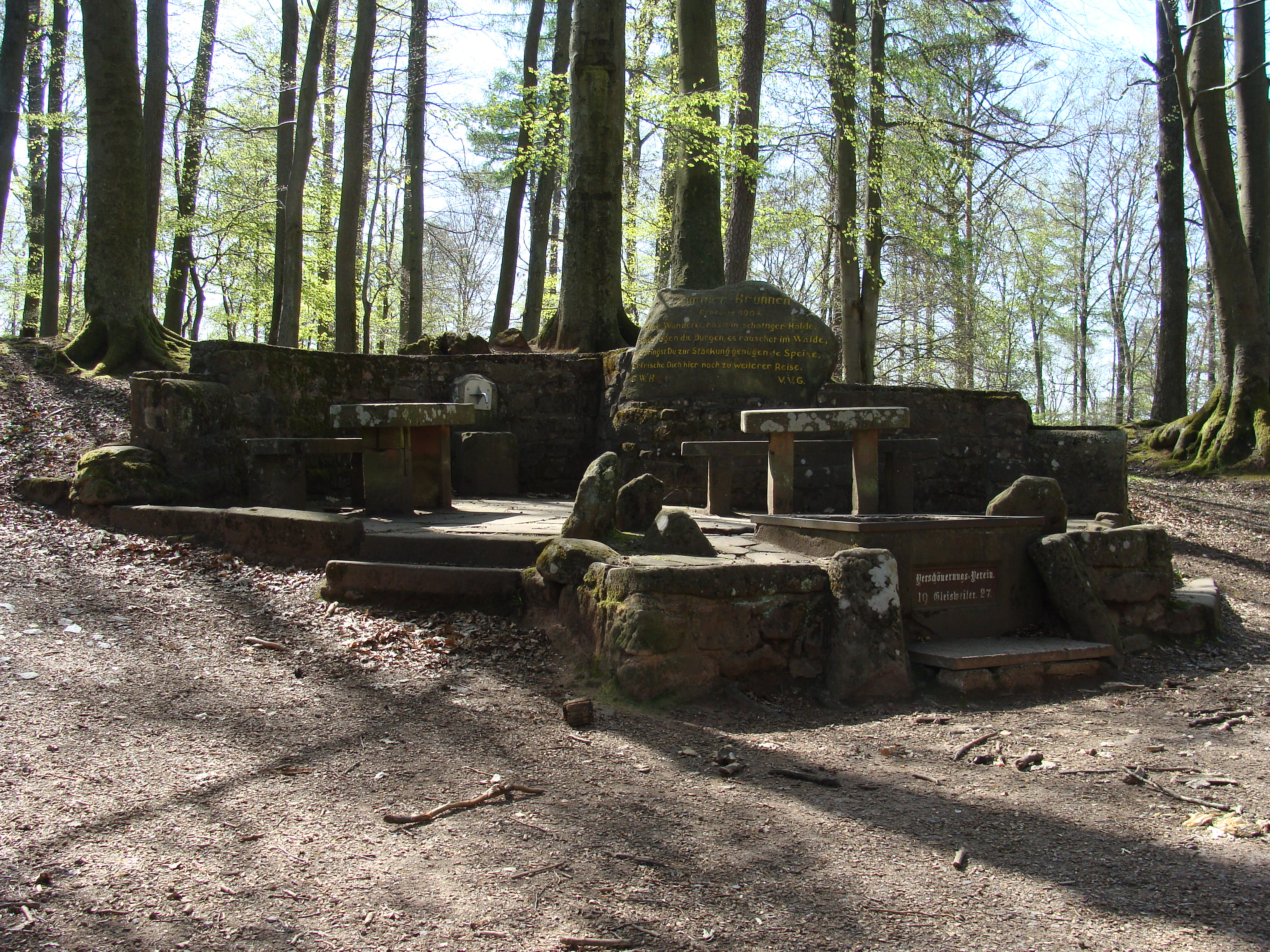
Zimmerbrunnen
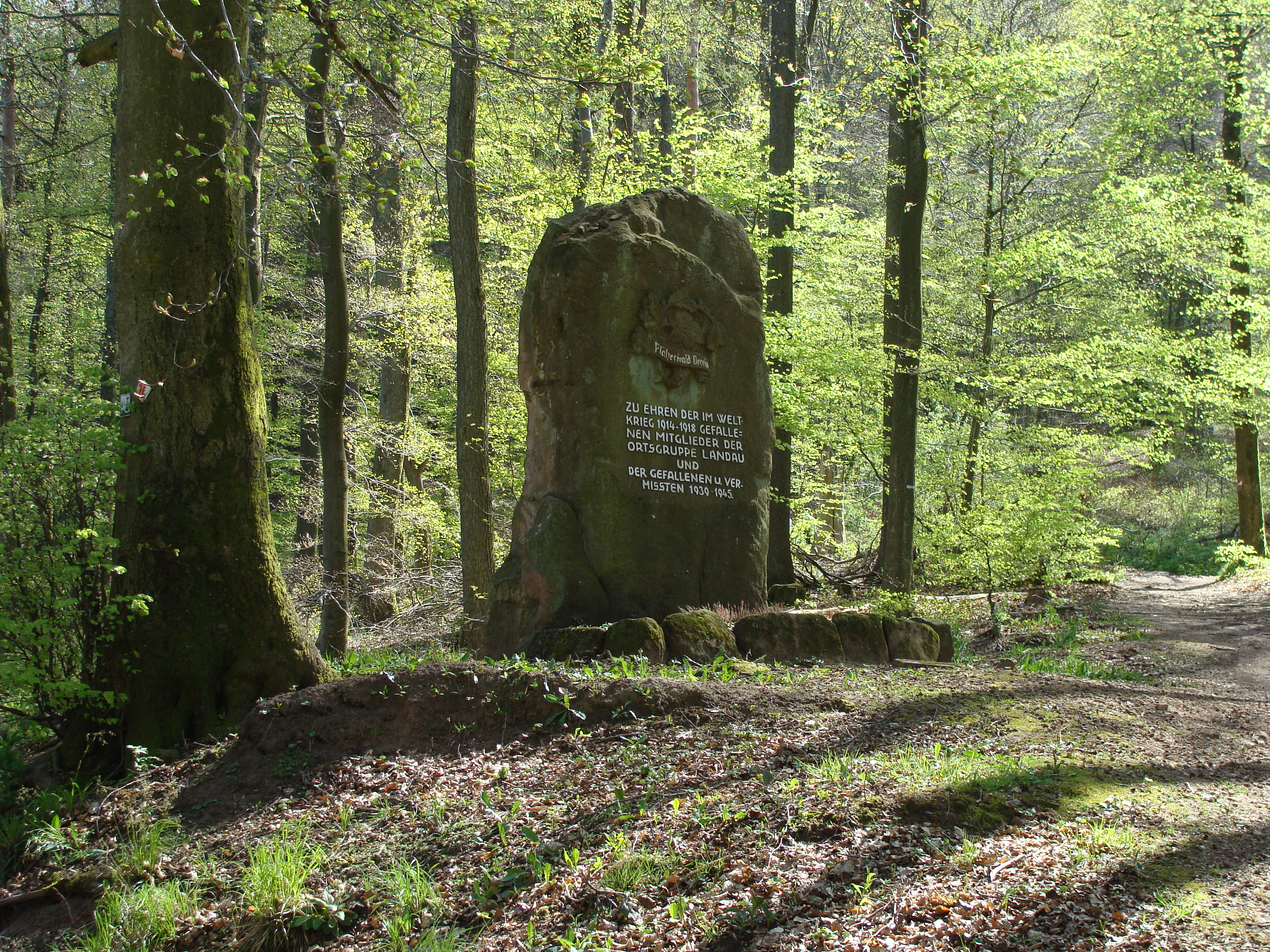
Kriegerdenkmal

| Burg Neuscharfeneck Ramberg | Drei Buchen Waldhaus Drei Buchen Burg Meistersel               | Dreimärker                               |
| Dernbach Dernbacher Haus    |                                                                |                                          |
|                             | Orensberg Orensfelsen Naturfreundehaus Kiesbuckel Albersweiler | Ringelsberg Ringelsberghütte Frankweiler |

## Medien
2012 war der Zimmerplatz einer von mehreren Drehorten im Pfälzerwald der Tatort-Folge Der Wald steht schwarz und schweiget mit Ulrike Folkerts und Andreas Hoppe als die Kommissare Lena Odenthal und Mario Kopper.